# 戈耳戈
戈耳戈（希臘語： [ɡorɡɔ͜ɔ́]，？—前480年之后），又译戈尔戈、歌果，古希腊城邦斯巴达君主列奥尼达一世之妻，克里昂米尼一世唯一已知的子女。
戈耳戈因出色的政治智慧而闻名，是希罗多德著作中罕见的女性人物。其夫列奥尼达一世是希波战争的英雄人物，原本是戈尔戈的叔叔；二人唯一已知的子嗣普雷斯塔库斯在列奥尼达于温泉关战役阵亡后继承王位。
戈耳戈的出生年份不详，根据希罗多德给出的日期（《历史》5.51），她很有可能出生在前518年至508年之间。

## 家庭
戈耳戈的父亲克里昂米尼一世是斯巴达国王，大概在前520年至前490年在位，是先前亚基亚德世系国王安那克桑德里达斯二世的长子。克里昂米尼在父王死后即位，但他另有三位同父异母的兄弟，其中的最年长者多里厄乌斯（Dorieus）后来曾制造反叛事端；另两位分别是列奥尼达和克勒俄谟布洛图斯（Cleombrotus）。三人的父亲都是安那克桑德里达斯二世。

## 婚姻与统治
前490年，克里昂米尼一世逝世，列奥尼达一世继承了亚基亚德世系的国王之位。作为克里昂米尼一世唯一的后代，戈耳戈在其父死前嫁给了叔叔列奥尼达。
可以推断，戈耳戈在斯巴达政治中扮演重要角色之时，是波斯人入侵之前的时期。根据希罗多德的著作，当时流亡于波斯皇宫的欧里庞提德世系国王狄馬拉圖斯曾向斯巴达发出警告，告知斯巴达人警惕薛西斯的入侵行动。为了稳妥起见，他把消息刻在一块木头上并涂了蜡。消息送达时，列奥尼达及其五位监督官（由公民选举产生的国王顾问）都不知道这块空白木板到底要表达什么，最终是戈耳戈建议列奥尼达将木头上的蜡去掉，从而得知波斯人入侵阴谋的消息。美国作家大卫·卡恩在其密码学历史著作《密码破译者》中将戈耳戈誉为有记载的最早的女性密码分析专家之一。
普鲁塔克的著作这样记载：温泉关一役，在列奥尼达赴死前，戈耳戈询问丈夫自己该何去何从，列昂尼达则答复道：“嫁个好男人，生些好孩子，过个好日子。”

## 子嗣
戈耳戈和列奥尼达唯一已知的子嗣普雷斯塔库斯在前480年至前459年（或前458年）为亚基亚德世系之斯巴达国王。即位时，普雷斯塔库斯仍然年幼，由叔叔克勒俄谟布洛图斯和堂兄帕桑尼阿斯将军摄政。帕桑尼阿斯在前479年的普拉提亚战役期间带领希军取得胜利。帕桑尼阿斯后来失宠而被指控反叛，随后普雷斯塔库斯亲政，和欧里庞提德世系的列奥提齐德斯二世和即位的阿希达穆斯二世共治。

## 历史记载
有不少史料曾记载戈耳戈在宫廷或大会上为国王和长者出谋划策。根据希罗多德的记载，年仅8岁的戈耳戈曾劝阻父亲不要听信阿里斯塔格拉斯而支援伊奥尼亚起义；戈耳戈解开德玛拉图斯的密信一事亦是希罗多德的记载。希罗多德作为雅典史学家，并不重视女性地位，常常在叙述中隐去女子的姓名，但戈耳戈是他少有的提及姓名的女性历史人物，可见其历史地位及名望。
普鲁塔克的著作中记载了如下对白——一位来自阿提卡的女子问戈耳戈：“为什么只有你们斯巴达女人能够统治男人？”戈耳戈答道：“因为只有我们女人能生下男人。”另一个版本记载如下：“......似乎有外族女子称斯巴达是世界上唯一女人能统治男人的地方；‘理由充分，’戈耳戈答道，‘因为只有我们女人能为世界带来男人。’”

## 流行文化
1962年电影《斯巴达三百勇士》中，希腊籍女演员安娜·西诺季努饰演戈耳戈。
澳大利亚小说作家加里·科尔比的小说《神圣游戏》（Sacred Games）以戈耳戈为主角。
弗兰克·米勒的系列漫画《300》中出现了戈耳戈。
2006年电影中，英国女演员琳娜·海蒂扮演戈耳戈。戈耳戈在本作中积极参政，且在波斯入侵期间扮演关键角色。在2014年续作中，海蒂继续饰演戈耳戈。
电子游戏中，戈耳戈是希腊文明的领袖之一，代表斯巴达城邦。

## 注解
1. ↑  斯巴达实行非常独特的政治制度，即由来自两个王室的国王同时统治，两支王室的继承互不干扰。两个王室分别是亚基亚德世系和欧里庞提德世系。[2]

## 延伸阅读
- Blundell, Sue. Women in Ancient Greece. British Museum Press, London, 1995.
- Sealey, Raphael. Women and Law in Classical Greece. University of North Carolina Press, Chapel Hill & London, 1990.
- Pomeroy, Sarah. Spartan Women. Oxford University Press, 2002.
- Schrader, Helena P., '"Scandalous" Spartan Women,' Sparta Reconsidered,
- Schrader, Helena P., "Scenes from a Spartan Marriage," Sparta: Journal of Ancient Spartan and Greek History, Vol.6, #1.
- Schrader, Helena P., "The Bride of Leonidas," the Leonidas Trilogy,  （页面存档备份，存于）
- Schrader, Helena P., Leonidas of Sparta: A Peerless Peer. Wheatmark, Tucson, 2011.